# Isolationsmechanismen
Isolationsmechanismen beschreiben in der Evolutionstheorie Eigenschaften von Organismen verschiedener Arten oder Populationen, die bei sexueller Fortpflanzung die Bildung von Nachkommen untereinander verhindern, die zum Genpool der betreffenden Arten beitragen. Diese so genannte reproduktive Isolation ist Voraussetzung dafür, dass Arten getrennt voneinander bleiben, wenn sie in Kontakt zueinander stehen, vor allem, weil sie gemeinsam im selben Lebensraum vorkommen. Die Ausbildung von Isolationsmechanismen ist daher wesentlich für den Vorgang der Artbildung.

## Grundlagen
Zwischen Individuen derselben Population bestehen normalerweise keine Schranken, die die Fortpflanzung untereinander einschränken. Im Rahmen der sexuellen Fortpflanzung tauschen Individuen fortwährend Erbanlagen untereinander aus. Alle genetischen Unterschiede innerhalb der Population werden damit tendenziell eingeebnet. Dieser homogenisierende Effekt wird mit dem Fachbegriff Genfluss bezeichnet. In einer idealen Population bleibt die Frequenz aller Varianten der verschiedenen Gene, mit dem Fachbegriff Allele genannt, konstant. Dieser Zustand wird als Hardy-Weinberg-Gleichgewicht bezeichnet. Im Zustand des Hardy-Weinberg-Gleichgewichts findet damit keine Evolution statt.
Voraussetzung für eine Artbildung ist aber nicht nur eine Veränderung der Erbanlagen selbst (Mutation), sondern dass sich die genetische Ausstattung in einer Population in einer bestimmten Richtung verändert, die einer anderen Population derselben Art in eine andere Richtung (unterschiedliche Selektion). Dazu muss der Genfluss zwischen diesen Populationen eingeschränkt, oder ganz unterbrochen, sein. Ansonsten würden alle Veränderungen, die in einer der Populationen stattfinden, sofort auf die andere übertragen. Dann können sich zwar die Merkmale der Art verändern (Anagenese genannt), aber eine Neubildung von Arten (Kladogenese genannt) wäre unmöglich.
Reproduktive Isolation kann auf verschiedene Weise zur Entstehung neuer Arten führen: Geographische Isolation (Separation) führt zu allopatrischer (oder peripatrischer) Speziation; Ökologische Isolation führt zu sympatrischer Speziation; eine Mischform stellt die parapatrische Speziation dar. Im Detail:

### Allopatrische Speziation
Bei der allopatrischen Artbildung werden zwei Populationen derselben Art durch eine äußere Barriere geografisch voneinander getrennt und entwickeln dadurch eine intrinsische reproduktive (genetische) Isolation.
Eine Isolation zweier Populationen kann am einfachsten dadurch zustande kommen, dass der Kontakt zwischen ihnen unterbunden wird, weil sie geographisch voneinander getrennt sind. Leben zum Beispiel Individuen der Art auf zwei getrennten Inseln, zwischen denen sie nicht wechseln können, kann sich jede Population genetisch in eine andere Richtung entwickeln. Dieses ist das am besten verstandene Modell der Artbildung.
Da die Isolation hier rein geographisch erfolgt, sind zunächst keine Isolationsmechanismen erforderlich. Diese kommen aber bei diesem Modell dann ins Spiel, wenn die getrennten (entstehenden) Arten sekundär wieder in Kontakt miteinander geraten. Bestehen dann keine Isolationsmechanismen zwischen ihnen, würden sie sofort wieder zu einer Art verschmelzen, die Unterschiede gingen verloren. Isolationsmechanismen müssen hier also nach der Trennung der Arten entstehen. Dies kann im einfachsten Fall einfach per Zufall passieren; im Zusammenhang mit Genen Gendrift genannt.

### Peripatrische Speziation
Bei der peripartischen Artbildung wird eine kleine Gruppe einer Population von der Hauptpopulation (geographisch) getrennt und erfährt eine genetische Drift infolge von Selektionsdruck. Es handelt sich im Grunde um einen Sonderfall der allopatrischen Artbildung. Die Besonderheit besteht daher nur in den unterschiedlichen Größenverhältnissen. Eine Folge ist, dass die kleinere Population sich gewöhnlich schneller von der Ausgangsform wegentwickelt als die größere.

### Parapatrische Speziation
Bei der parapatrischen Artbildung sind die Kerngebiete der Zonen zweier unterschiedlicher Populationen getrennt, in ihren Randgebieten kommt es aber zu regionalen Überschneidungen. Die Artenbildung erfolgt also ohne strikte geographische Isolation, d. h. in benachbarten Gebieten ohne unüberwindliche Barriere dazwischen. Diese teilweise Trennung wird ebenfalls durch die Geographie garantiert, so dass Individuen jeder Population nur noch gelegentlich miteinander in Kontakt kommen können. Die Auswahl der Partner nach bestimmten Verhaltensweisen oder Mechanismen (beispielsweise im Balzverhalten oder der genauen Melodie des Vogelgesangs) kann die Fortpflanzung zwischen den beiden Gruppen dann verhindern.

### Sympatrische Speziation
Bei der sympatrischen Artbildung trennen sich die Populationen in genetische Isolate ohne geographische Isolation, d. h. im selben Gebiet.
Ähnlich wie bei der parapatrischen Artbildung in benachbarten Gebieten ohne unüberwindliche Barriere dazwischen müssen andere Isolationsmechanismen der Bildung der getrennten Arten vorausgehen. Dies erschien in der klassischen Populationsgenetik lange Zeit unplausibel, weshalb diese Artbildungstypen umstritten waren und sich die Theorie auf die allopatrische (inkl. peripatrische) Artbildung fokussierte. 
Die Unterbrechung des Genflusses und folgende Artbildung kann aber in vielen Fällen evolutionär vorteilhaft sein. 
So ist sie Voraussetzung dafür, dass sich Populationen an zwei verschiedene ökologische Nischen im selben Gebiet optimal anpassen, was als Einnischung bezeichnet wird.
Entscheidend für die Artbildung ist dabei nur die Isolation, die der Aufspaltung, und damit der Artbildung, vorangeht. Genetische Unterschiede, die sich später herausbilden, sind, obwohl selbstverständlich biologisch interessant, für den Vorgang der Artbildung nicht wesentlich. Dabei können zwei Populationen reproduktiv isoliert, also getrennte Arten, sein, die sich unter Umständen morphologisch und ökologisch überhaupt nicht unterscheiden, diese werden kryptische Arten (Kryptospezies) genannt. Normalerweise werden sich zwei Arten aber auch in ihrer Morphologie, Biologie und Lebensweise unterscheiden, insbesondere dann, wenn sie gemeinsam (sympatrisch) vorkommen.

## Genetische Ebene
Auf der Ebene der Gene selbst entstehen Isolationsmechanismen vor allem durch die Wirkung zweier Faktoren.
- Pleiotropie. Wenn Merkmale, die innerhalb einer der beiden entstehenden Arten evolvieren (zum Beispiel aus ökologischen Gründen), einfach per Zufall zur Inkompatibilität führen und damit als Isolationsmechanismen wirken, ist dies ein Fall von Pleiotropie. Die Isolation kommt in diesem Fall als Beiprodukt zufällig zustande.
- Epistasis. Gene evolvieren allerdings nicht unabhängig voneinander, sondern formen im Zusammenspiel ein Individuum mit bestimmten Eigenschaften. Dazu ist es in vielen Fällen erforderlich, dass zahlreiche Gene fein aufeinander abgestimmt sind. Ein solches Genensemble, das einem Individuum das Besetzen einer ökologischen Nische ermöglicht, wird in seinem Gefüge gestört, wenn ein nicht koevolviertes Allel dazwischen kommt. Spezialisieren sich verschiedene Populationen in unterschiedliche Richtungen, können dadurch Mischlinge (Hybride) zwischen ihnen eine geringere Fitness besitzen. Dieser Zusammenhang wird (interspezifische) Epistasis genannt.

## Präzygotische und postzygotische Isolationsmechanismen
Nach ihrer Wirkungsweise werden Isolationsmechanismen in zwei Gruppen geteilt. Diejenigen, die vor der Bildung der Keimzelle (Zygote) wirken, werden präzygotisch genannt, diejenigen, die danach wirksam werden, postzygotisch. Präzygotische Mechanismen wirken in den meisten Fällen bereits vor einer möglichen Paarung oder verhindern diese. Auch bei extrinsisch postzygotisch wirkenden Mechanismen (s. unten) werden unter Umständen Nachkommen (Hybride) produziert, die auch, zumindest im Labor oder in Gefangenschaft, lebensfähig sein können, sich aber in der natürlichen Population nicht durchsetzen können. Solche Hybriden können sogar im Freiland recht häufig sein, zum Beispiel, wenn zwei parapatrische Arten oder Unterarten eine Hybridzone ausbilden, wo ihre Verbreitungsgebiete aneinandergrenzen. In einer Untersuchung von 20 Hybridzonen wurde in 11 davon eine geringere Fitness der Hybride nachgewiesen (in den übrigen reichte meist die Datengrundlage zur Entscheidung nicht aus). Die Bildung von hybridem Nachwuchs allein ist also noch kein Beweis dafür, dass keine Isolation wirksam ist. Außerdem können Isolationsmechanismen auch sekundär zusammenbrechen, oft nach menschlicher Einflussnahme, die zum Beispiel vorher ökologisch getrennte Arten durch Schaffung neuer Lebensräume wieder in Kontakt miteinander bringt.

### Präzygotische Mechanismen
- phänologische Isolation: Kein Kontakt wegen unterschiedlicher Aktivitätsperioden oder Lebenszyklen
- ökologische Isolation: Kein Kontakt wegen unterschiedlicher Lebensräume (auch Wirte oder Nahrungspflanzen).
- Isolation aufgrund sexueller Selektion. Paarungspartner sind sexuell unattraktiv (falsche Färbung, falsches Verhalten usw.) und werden gemieden.

Früher wurde aufgrund der zwischen nahe verwandten, sonst sehr ähnlichen Arten oft extrem verschiedenen Begattungsorgane angenommen, dass Arten auch einfach mechanisch isoliert sein könnten, weil diese nicht mehr zusammenpassen („Schlüssel-Schloss-Prinzip“). Dies gilt heute nicht mehr als bedeutsam.

### Postzygotische Mechanismen
Postzygotische Mechanismen werden oft noch unterteilt in extrinsisch wirkende, die in ihrer Wirkung auf Umweltwirkungen beruhen (beispielsweise reproduktiver Erfolg im Lebensraum) und intrinsisch wirkenden, die vom Lebensraum unabhängig sind (beispielsweise Tod der Hybriden als Embryonen aufgrund genetischer Inkompatibilität). Intrinsisch wirkende postzygotische Isolationsmechanismen bewirken perfekte Isolation unter allen Bedingungen, entstehen aber evolutiv in der Regel erst spät, nachdem die anderen bereits lange wirksam waren.
- Hybride kommen vor, besitzen aber geringere Fitness als Individuen der Elternarten
- Hybride kommen vor, sind aber unfruchtbar (steril). Wenn nur ein Geschlecht steril ist, ist es nahezu immer das heterogametische (meist das Männliche): Haldanes Regel.
- Hybride können nicht mehr gebildet werden oder sind nicht lebensfähig.

## Akkumulation von Isolationsmechanismen
Vergleicht man zwei tatsächlich existierende, sympatrische Arten, bestehen meistens eine ganze Reihe von verschiedenen Isolationsmechanismen zwischen ihnen (es sind aber auch Fälle bekannt, bei denen zwei getrennte Arten offenbar nur durch einen einzelnen Faktor voneinander isoliert werden). Diese können unterschiedliche Stärke aufweisen und führen möglicherweise nur im Zusammenspiel zu einer effektiven Isolation der Arten. In der Evolution können solche komplexen Mechanismen allerdings nur Schritt für Schritt erworben worden sein. Dabei müssen die aktuell am stärksten wirkenden Isolationsmechanismen nicht zwangsläufig die zuerst entstandenen sein. Logischerweise besitzt ein Mechanismus, der zeitlich früh wirkt, einen stärkeren Effekt als ein später wirkender – kommt es erst gar nicht zur Paarung, ist es irrelevant, ob die Hybriden fertil wären oder nicht. Beim Vergleich zweier Arten von Gauklerblumen (Gattung Mimulus) zeigt sich zum Beispiel, dass die Fruchtbarkeit der Hybriden nur etwa 60 Prozent gegenüber Individuen der beiden Arten selbst beträgt. Da aber beide Arten getrennte Lebensräume besiedeln und daher nur selten in Kontakt zueinander geraten, also eine präzygotisch wirkende Fortpflanzungsbarriere besteht, trägt diese starke (postzygotische) Isolation weniger als ein Prozent zur tatsächlichen Isolation der Arten bei. Es muss neben der absoluten Stärke eines Isolationsmechanismus auch deren relative Stärke bestimmt werden, um die Evolution zu verstehen.

## Verstärkung
Es wird oft beobachtet, dass zwischen verschiedenen Arten, die nur in Teilen ihres Verbreitungsgebiets gemeinsam vorkommen (sympatrisch sind), die Isolationsmechanismen sich im überlappenden Teil des Areals stärker auswirken. Dies ist nur dann zu beobachten, wenn man Individuen aus den anderen Bereichen künstlich miteinander in Kontakt bringt. Dieser Effekt wird als Verstärkung (engl.: reinforcement) bezeichnet.

## Introgression
Auch dort, wo funktionierende Isolationsmechanismen zwei Arten normalerweise voneinander genetisch isolieren, kann es vorkommen, dass, gelegentlich oder regelmäßig, Hybride gebildet werden, die, obwohl eigentlich mit geringerer Fitness ausgestattet, gelegentlich mit einer der Elternarten erfolgreich Nachwuchs produzieren. Dies hat dann zur Folge, dass Erbanlagen der zweiten Art in die erste eingekreuzt werden, auch nachdem die Arten eigentlich schon getrennt waren. Dieser Mechanismus wird Introgression genannt. Introgression kann evolutionär sehr bedeutsam sein. Beispielsweise wurden Gene des Braunbären durch Hybride in das Genom des Eisbären eingekreuzt, nachdem sich die Stammlinien bereits mehrere Hunderttausend Jahre voneinander getrennt haben. Auch in das menschliche Genom wurden auf gleiche Weise noch Gene des Neanderthalers eingekreuzt, die bis heute nachweisbar sind. Solche Introgressionen sind ein Problem bei kladistischen Analysen von Verwandtschaftsverhältnissen anhand von Genen.